# گمینا رگیمین
گمینا رگیمین (به لهستانی:  Gmina Regimin) یک گمینا در لهستان است که در شهرستان چیخانوف واقع شده‌است. گمینا رگیمین ۱۱۱٫۲۹ کیلومتر مربع مساحت و ۵٬۰۶۹ نفر جمعیت دارد.